# نیکیتا اسیوف
نیکیتا اسیوف (روسی: Никита Еськов؛ زادهٔ ۲۳ ژانویهٔ ۱۹۸۳) دوچرخه‌سوار اهل روسیه است.